# Projecte de cotxe d'Apple
Des del 2014 fins al 2024, Apple Inc. va emprendre un esforç d'investigació i desenvolupament per desenvolupar un cotxe elèctric i de conducció autònoma, amb el nom en clau "Projecte Titan". Apple mai va discutir obertament cap de les seves investigacions sobre l'automoció, però es va informar que al voltant de 5.000 empleats estaven treballant en el projecte A 2018 Al maig de 2018, Apple es va associar amb Volkswagen per produir una furgoneta llançadora d'empleats autònoms basada en la plataforma de vehicles comercials T6 Transporter. L'agost de 2018, la BBC va informar que Apple tenia 66 cotxes sense conductor matriculats a la carretera, amb 111 conductors registrats per operar aquests cotxes. El 2020, es creia que Apple encara estava treballant en maquinari, programari i servei relacionats amb la conducció autònoma com a producte potencial, en lloc dels cotxes reals de la marca Apple. El desembre de 2020, Reuters va informar que Apple estava planejant una possible data de llançament del 2024, però l'analista Ming-Chi Kuo va afirmar que no es llançaria abans del 2025 i que potser no es llançaria fins al 2028 o més tard.
El febrer de 2024, els executius d'Apple van cancel·lar els seus plans per llançar el vehicle elèctric autònom, en lloc de traslladar els recursos del projecte als esforços d'intel·ligència artificial generativa de la companyia. El projecte havia costat a l'empresa més de mil milions de dòlars per any, amb altres parts d'Apple col·laborant i costant centenars de milions de dòlars en despeses addicionals. A més, més de 600 empleats van ser acomiadats a causa de la cancel·lació del projecte.

## Detalls del cotxe
El projecte del cotxe va passar per diversos dissenys al llarg dels anys. Els equips d'Apple fora del projecte de desenvolupament van participar en el seu desenvolupament. La gent de l'equip de silici d'Apple es va implicar molt en el cotxe per dissenyar el processador utilitzat per a la seva autonomia. En el moment de la cancel·lació, el xip estava gairebé acabat i tenia la potència de processament equivalent de quatre M2 Ultras combinats. El micronucli per al cotxe es va anomenar "safetyOS".

## Col·laboracions i adquisicions proposades
Durant la crisi de la indústria de l'automòbil de 2008-2010, amb les companyies d'automòbils a punt de col·lapse, Tony Fadell, vicepresident d'Apple, va proposar a Jobs la idea de comprar General Motors a baix cost. La idea va ser abandonada en part perquè la companyia va considerar que seria una mala imatge, i en part pel seu enfocament en l'iPhone.
Després del retorn de l'interès d'Apple el 2014, el cap de desenvolupament corporatiu d'Apple, Adrian Perica, es va reunir amb Elon Musk diverses vegades amb l'interès d'adquirir Tesla, que va iniciar el projecte de recerca. Tim Cook, CEO d'Apple, va tancar aquestes primeres negociacions, en part perquè el director financer d'Apple (i antic director financer de GM Europa) Luca Maestri va dir com de difícil era el negoci de l'automòbil. Malgrat el fracàs, anys més tard, el llavors cap de maquinari Dan Riccio i l'antic enginyer de Ford i enginyer d'iPhone Steve Zadesky van tornar a Musk per discutir idees per a una col·laboració. Uns anys més tard, mentre Tesla lluitava per fer el seu sedan Model 3, Musk va intentar reiniciar les converses amb Apple, però va dir que Cook no es reuniria.
Es va treballar en una associació amb Mercedes-Benz, i va ser similar a les converses amb Tesla i va avançar més enllà. El pla era que Mercedes-Benz fabriqués el cotxe i Apple també proporcionés a Mercedes-Benz la seva plataforma de conducció autònoma i la seva interfície d'usuari per a altres cotxes. Apple es va retirar en part perquè confiava que podria fabricar un cotxe amb èxit i en part pels desacords sobre el control de l'experiència i les dades de l'usuari. Les converses van durar més d'un any.
Les converses més properes per adquirir una empresa d'automòbils van ser amb McLaren. Alguns executius esperaven que Jony Ive estigués més a prop d'Apple amb aquesta adquisició, arran de la seva reduïda implicació a l'empresa. BMW i Canoo, entre d'altres, també estaven en converses exploratòries per a una adquisició. Apple també es va reunir amb Nissan i BYD Auto. A Apple li preocupava que integrar un fabricant d'automòbils seria un desastre internament. Apple es va associar breument amb Magna Steyr, un fabricant de vehicles de baix volum per al projecte.
El 2018, Apple va signar un acord amb Volkswagen per fer una llançadora autònoma per als empleats d'Apple a la seva nova seu, Apple Park. Les furgonetes de transport T6 de Volkswagen s'havien de modificar, mantenint el xassís i les rodes, però amb taulers, seients i altres components substituïts. L'acord, un esforç provisional, va ser tancat per Doug Field, el cap del projecte, que ho va veure com una distracció.
El Korea Economic Daily va informar el 2021 que Hyundai estava en converses inicials amb Apple per desenvolupar i produir conjuntament cotxes elèctrics amb conducció autònoma. Unes setmanes més tard, a finals de gener, Apple va anunciar alguns canvis d'enginyeria de nivell superior, la qual cosa va portar alguns observadors d'Apple a especular si el "nou capítol d'Apple" de Dan Riccio podria indicar el lideratge del projecte Titan (o alguna cosa del tot no relacionada, com ara com a auriculars de realitat augmentada/virtual o auriculars de luxe amb cancel·lació de soroll). A principis de febrer, semblava que Apple estava a prop d'un acord de 3,59 milions de dòlars amb Hyundai per utilitzar la seva planta de fabricació de Kia Motors West Point, Geòrgia per al cotxe, una màquina totalment autònoma sense seient del conductor. Tanmateix, el febrer del 2021, Hyundai i Kia van confirmar que no estaven en converses amb Apple per desenvolupar un cotxe. Afegeix més credibilitat a les aspiracions automotrius d'Apple, Business Insider Deutschland (Alemanya) va informar que Apple havia contractat el vicepresident de desenvolupament de xassís de Porsche, el doctor Manfred Harrer. Després dels rumors del Financial Times sobre Apple que parlava amb diverses companyies d'automòbils japoneses sobre el projecte Apple Car després del rumor de Hyundai-Kia, Nissan va comunicar a Reuters que no estava en cap d'aquestes discussions. La següent especulació d'Apple Car va ser que Apple estava comprant proveïdors de sensors de navegació Lidar per al seu projecte.